# 舟澤謙二
舟澤 謙二（ふなさわ けんじ、1958年 - ）は、株式会社モスキート所属のテレビディレクター。現在株式会社モスキート代表取締役。東京都出身。
現在、主に日本テレビの番組を中心に音楽番組、バラエティ番組のチーフディレクターやディレクターを担当している。
モスキートを設立するまではフリーのディレクターとしてハウフルス、日企、ザ・ワークス、日本テレワーク、共同テレビジョンの番組を担当。

## 担当番組
- エンタの神様（日本テレビ）
- おネエ★MANS（日本テレビ）
- 魔女たちの22時（日本テレビ）
- ウタワラ（日本テレビ）
- 天才!志村どうぶつ園（日本テレビ）
- 歌笑HOTヒット10（日本テレビ）
- ミンナのテレビ（日本テレビ）
- 日テレ系音楽の祭典 ベストアーティスト（日本テレビ）
- 速報!歌の大辞テン（日本テレビ）
- 週刊ストーリーランド（日本テレビ）
- マジカル頭脳パワー!!（日本テレビ）
- おちゃのこサイサイ（TBS）
- THE夜もヒッパレ（日本テレビ）
- 夜も一生けんめい。（日本テレビ）
- 週刊ワニテレビ（TBS）
- パオパオチャンネル（テレビ朝日）
- タモリ倶楽部（テレビ朝日）
- カックラキン大放送（日本テレビ）
- スターに挑戦（日本テレビ）
- 24時間テレビ 「愛は地球を救う」（日本テレビ）
- ジャック10（日本テレビ）
- THE MUSIC DAY 夏のはじまり。（日本テレビ）
- メレンゲの気持ち（日本テレビ）
- 幸せ!ボンビーガール（日本テレビ）